# Ороно (город, Миннесота)
Ороно (англ. Orono) — город в округе Хеннепин, штат Миннесота, США. На площади 64,8 км² (41,6 км² — суша, 23,2 км² — вода), согласно переписи 2000 года, проживают 7538 человек. Плотность населения составляет 181 чел./км².
- Телефонный код города — 952
- Почтовый индекс — 55300, 55391, 55399, 55356
- FIPS-код города — 27-48580[1]
- GNIS-идентификатор — 0648996[2]